# Philopotamus montanus
Philopotamus montanus là một loài Trichoptera trong họ Philopotamidae. Chúng phân bố ở miền Cổ bắc.